# Haquinus Nicolai Wolsbergius
Haquinus Nicolai Wolsbergius, född 1607 i Vårdsbergs socken, död 19 januari 1675 i Örberga socken, var en svensk präst.

## Biografi
Haquinus Nicolai Wolsbergius föddes vid olofsmässan 1607 i Vårdsbergs socken. Han var son till komministern i församlingen. Wolsbergius studerade vid gymnasiet och prästvigdes 6 juli 1638. Han blev 1642 komminister i Kvillinge församling och 1646 domkyrkokomminister i Linköpings församling. År 1659 blev han kyrkoherde i Örberga församling. Han avled 19 januari 1675 i Örberga socken och begravdes i Örberga kyrka. Hans gravsten ligger numera på Örberga kyrkogård.

### Familj
Wolsbergius gifte sig första gången 27 september 1638 med Dordi Handotter (död 1643), andra gången 14 juli 1644 med Elin Jönsdotter (död 1668) och tredje gången 21 april 1669 med Anna Andersdotter (död 1710).